# Дино Драчевски
Дино Г. Динев - Драчевски е български революционер, гевгелиийски войвода на Вътрешната македоно-одринска революционна организация.

## Биография
Роден е в тиквешкото село Драчевица, тогава в Османската империя. Влиза във ВМОРО. Става четник при Иван Радналията, а по-късно при Петър Самарджиев. В 1906 година е войвода на чета в Гевгелийско. Негов четник е Трайко Баровски. Убит е от сръбските власти в Кавадарци след Междусъюзническата война в 1913 година.